# Elçin Sangu
Elçin Sangu (ur. 13 sierpnia 1985) – turecka aktorka i modelka, znana z roli w serialu Kiralık Aşk.

## Życiorys

### Wczesne lata
Ukończyła kierunek związany z operą na Uniwersytecie w Mersin i uczyła się aktorstwa w Teatrze Sahne Tozu.

### Kariera
W 2011 roku zadebiutowała w telewizji jako Jale w serialu Öyle Bir Geçer Zaman ki, gdzie również śpiewała i grała na fortepianie. W latach 2012–2013 grała główną rolę w Aşk Kaç Beden Giyer. Następnie w latach 2013-2014 występowała w serialu Bir Aşk Hikâyesi, a w 2014 roku zagrała w serialu Imperium miłości. W 2015 roku po skończeniu prac nad Sevdam Alabora, zaczęła grać w głównej roli w serialu Kiralık Aşk, za co otrzymała nagrodę Altın Kelebek jako najlepsza aktorka w serialu komediowo-romantycznym. W 2017 roku skończyła grać w Kiralık Aşk i w tym samym roku pojawiła się w filmie Mutluluk Zamanı. W kolejnych latach zagrała w produkcjach Yaşamayanlar, Çarpışma i İyi Günde Kötü Günde. Aktualnie jest jedną z najbardziej popularnych osób w Turcji.

### Życie prywatne
Przez długi czas była w związku z Yunusem Özdiken.

## Filmografia

### Filmy
| Rok  | Tytuł           | Rola |
| ---- | --------------- | ---- |
| 2017 | Mutluluk Zamanı | Ada  |

### Seriale
| Rok       | Tytuł                   | Rola          |
| --------- | ----------------------- | ------------- |
| 2011      | Öyle Bir Geçer Zaman ki | Jale          |
| 2012–2013 | Aşk Kaç Beden Giyer     | Nehir         |
| 2013–2014 | Bir Aşk Hikâyesi        | Eda           |
| 2014      | Imperium miłości        | Güzide        |
| 2015      | Sevdam Alabora          | Zeynep        |
| 2015–2017 | Kiralık Aşk             | Defne Topal   |
| 2018      | Yaşamayanlar            | Mia           |
| 2018–2019 | Çarpışma                | Zeynep Tunç   |
| 2020      | İyi Günde Kötü Günde    | Leyla Ertekin |